# Antoinette de Monaco
Pour les articles homonymes, voir Antoinette.
Titre
Héritière présomptive du trône de Monaco
9 mai 1949 – 23 janvier 1957
(7 ans, 8 mois et 14 jours)
S.A.S. Antoinette Grimaldi, baronne de Massy, princesse de Monaco, née le 28 décembre 1920 dans le 16e arrondissement de Paris et morte dans la nuit du 17 au 18 mars 2011 à Monaco (au centre hospitalier Princesse-Grace), est un membre de la famille princière monégasque, fille du comte Pierre de Polignac et de la princesse Charlotte, et sœur aînée du prince souverain Rainier III.

## Titulature et décorations

### Titulature
Antoinette fut créée baronne de Massy à titre personnel et non transmissible le 15 novembre 1951 (donc peu après son premier mariage) par le prince souverain Rainier III, son frère cadet ; ses enfants par ordonnance souveraine du même jour (15 novembre 1951), portent dès lors le nom patronymique de Massy. Ce titre de baron de Massy a été porté par les princes de Monaco et correspond au Massy situé dans l’Essonne. Par ordonnance du 22 janvier 2020, Albert II autorise Christian de Massy à porter le titre de baron de Massy.
- 28 décembre 1920 - 15 novembre 1951 : Son Altesse Sérénissime la princesse Antoinette de Monaco ;
- 15 novembre 1951 - 18 mars 2011 : Son Altesse Sérénissime la princesse Antoinette de Monaco, baronne de Massy.

### Décorations
| Ordre de Saint-Charles                                                | Grand-croix de l'ordre de Saint-Charles (28 décembre 1938),           |
| Médaille en vermeil de l'Éducation physique et des Sports             | Médaille en vermeil de l'Éducation physique et des Sports             |
| Médaille en vermeil de la reconnaissance de la Croix-rouge monégasque | Médaille en vermeil de la reconnaissance de la Croix-rouge monégasque |

## Mariages et descendance
La princesse contracta trois alliances matrimoniales :
- Le 4 décembre 1951 au consulat de Monaco à Gênes (Italie), elle épousa civilement l'avocat et champion de tennis Alexandre-Athenase Noghès (en) (1916-1999, fils d'Antony Noghès), de nationalité monégasque, dont elle divorça en 1954. Ils eurent trois enfants nés avant leur mariage :

1. Elizabeth-Ann Charlotte Mary Kathleen Dévote de Massy – née Grimaldi – (Monaco, 3 juillet 1947 - 10 juin 2020), mariée à Monaco le 19 janvier 1974 à Bernard Alexandre Taubert-Natta (Genève, 2 juillet 1941 - Genève, 13 avril 1989), divorcée le 30 octobre 1980. Remariée à Londres le 18 octobre 1984 au chorégraphe Nicolai Vladimir Costello dit de Lusignan (né à Lees, près d'Oldham, le 24 décembre 1943), divorcée le 28 mars 1985. Deux enfants :
  1. Jean-Léonard Taubert de Massy, baron Taubert[6] (né en 1974), marié à Monaco le 25 avril 2009 avec Suzanne Chrimes. Un enfant :
    1. Melchior Taubert de Massy (né en 2009)[7]

  2. Mélanie-Antoinette Costello de Massy (née en 1985)
2. Christian-Louis Rainier Alexandre de Massy – né Grimaldi – baron de Massy[3], né le 17 janvier 1949 à Monaco, marié à Buenos Aires, le 14 novembre 1970 avec María Marta Quintana y del Carril (née à Londres le 17 juin 1951, fille d'Enrique Quintana Achával, ambassadeur d'Argentine, et de Marta del Carril Aldao, duchesse consort de Tamames), divorcé en 1978. Remarié en deuxièmes noces à Ramatuelle le 11 septembre 1982 avec Anne Michelle Lütken (28 novembre 1959 - 25 novembre 2001), divorcé en 1987. Remarié en troisièmes noces à Genève avec Julia Lakschin (née le 5 novembre 1968, fille de Roman Lakschin, milliardaire et marchand d'art russe[8]), divorcé en 1995. Remarié en quatrièmes noces avec Cécile Irène Gelabale [9] (née en Guadeloupe en 1968). Trois enfants :
  1. Laetitia de Massy (née à Buenos Aires le 16 mai 1971), mariée avec le jonkheer Thomas de Brouwer (né à Anvers le 22 mars 1973). Deux enfants :
    1. Jonkvrouw Rose de Brouwer (née en 2008)
    2. Jonkheer Sylvestre de Brouwer (né en 2008)

  2. Brice Souleyman Gelabale-de Massy (adopté) (né le 2 novembre 1987)
  3. Antoine Alexandre Denis de Massy (né le 15 janvier 1997)
3. Christine-Alix Mary Dévote de Massy – née Grimaldi – (Monaco, 8 juillet 1951 - Nice, 15 février 1989), mariée à Monaco le 14 février 1972 avec Charles Wayne Knecht[10], (né à Philadelphie le 23 novembre 1944), divorcée en 1976. Remariée le 25 mars 1988 avec Léon Leroy. Un enfant :
  1. Keith Sébastien Knecht de Massy (né à Philadelphie, 1972), marié en juillet 1999 avec Donatella Lecca Ducagini dei duchi Guevara Suardo Fabbri[11],[7], dite Donatella Dugaginy. Quatre enfants :
    1. Christine Knecht de Massy (née en 2000)
    2. Alexia Knecht de Massy (née en 2001)
    3. Vittoria Knecht de Massy (née en 2007)
    4. Andrea Knecht de Massy (né en 2008)

- Le 2 décembre 1961, elle épousa à La Haye le notaire Jean-Charles Rey (1915-1994), de nationalité monégasque, qui fut président du Conseil national de Monaco de 1978 à 1993, dont elle divorça en 1974.
- Le 28 juillet 1983, elle épousa à Monaco le danseur étoile John Brian Gilpin (en) (1930-1983) de nationalité britannique, décédé six semaines après le mariage.

## La succession au trône
Le statut de dynastes (au moins de 2002 à 2005) ou de non-dynastes des enfants nés tous trois hors mariage dépend de leur qualité d'enfants légitimes : ils ont pu être légitimés par le mariage subséquent de leur mère, en application du droit monégasque. La difficulté vient de ce que les annuaires officiels de la Principauté ne fournissent pas la liste des dynastes.
Les ouvrages spécialisés ne donnent cependant pas le titre de prince ou de princesse à ces trois enfants ni à leur descendance, contrairement à Antoinette elle-même ; mais ces mêmes ouvrages ne donnent pas non plus ce titre de prince ou de princesse à aucun des enfants des princesses Caroline de Monaco et Stéphanie de Monaco, enfants qui ne portent pas non plus le patronyme Grimaldi.

## Vie de la princesse
En septembre 1943, Antoinette, âgée de 23 ans, voulut épouser le lieutenant Winter qui faisait partie des troupes allemandes qui occupaient le Rocher. Il en résulta une crise grave pour l'avenir de la Principauté et Louis II de Monaco fit savoir le 9 février 1944 qu'il refusait son consentement « à tout mariage de la jeune fille pendant la durée des hostilités ». Les Allemands ne se montrèrent guère empressés car la faible instruction et les origines modestes de Winter, fils d'un employé des chemins de fer, faisaient douter qu'il puisse jouer un rôle politique.
Après la guerre, la princesse vécut une idylle partagée avec le champion de tennis monégasque Alexandre Noghès (1916-1999) qu'elle épousa civilement en 1951 au consulat monégasque de Gênes. À cette date, elle avait trois enfants naturels dont on peut penser qu'ils étaient de son futur mari mais que celui-ci ne reconnut pas officiellement. Le couple divorça en 1954.
Ce style de vie non conventionnel ne l'empêcha pas de tenir le rôle de « première dame de la Principauté » à l’accession au trône de son frère en 1949. Elle l’était déjà en fait dès 1944 à la renonciation de sa mère, et conjointement avec la princesse souveraine consort de 1946 à 1949). Elle le resta jusqu’au mariage de ce dernier en 1956 ; quant à la princesse douairière Ghislaine Dommanget, leur belle-mère, traînée en justice et accusée de dilapider l’héritage des Grimaldi, elle ne remplit aucun rôle de représentation après 1949.
Durant les années 1950, Antoinette intrigua pour pousser son fils Christian vers le trône et des scandales qui éclatèrent dans la Principauté (krach de la Société de banque et des métaux précieux) favorisèrent initialement ses desseins.
Jusqu’à la naissance de la princesse Caroline en 1957, le décès du prince souverain Rainier III pouvait entraîner l’annexion de la Principauté par la France et Antoinette ne manquait jamais de mettre en avant sa progéniture. Elle faisait courir le bruit que la comédienne Gisèle Pascal, amie du prince Rainier III jusqu'en 1953, était stérile, ce qui se révéla inexact.
La princesse fut présidente de la Société protectrice des animaux en principauté et créa une association destinée au développement de la médecine douce.
La princesse Antoinette fut la deuxième dans l’ordre de succession au trône de Monaco à sa naissance, rang qui passa au troisième à la naissance de son frère cadet et qui redevint le deuxième à la renonciation de leur mère. Elle perdit tout rang successoral à l’avènement de son frère cadet Rainier III en 1949, à moins que ce ne fût du fait de la constitution de 1962 et de son article 10 (s’il a été conservé jusque-là, ce rang fut le premier à l’avènement de son frère et passa au deuxième, puis au troisième à la naissance des deux premiers enfants de son frère).
La princesse Antoinette acquit à nouveau un rang (le huitième) dans l’ordre de succession au trône de Monaco lors de la modification de la loi successorale de 2002. Elle perdit à nouveau tout rang successoral au décès de son frère le prince souverain Rainier III en 2005.
À partir du mariage de son frère cadet en 1956 et jusqu'à la fin de sa vie, la princesse Antoinette résida dans sa villa d'Èze-sur-Mer, commune d’Èze, en France.
La princesse Antoinette a été la doyenne de la famille après la mort de sa mère le 16 novembre 1977, jusqu'à son propre décès le 18 mars 2011 à l'âge de 90 ans. Ses obsèques ont lieu le 24 mars 2011 en la cathédrale Notre-Dame-Immaculée de Monaco, et elle est inhumée dans la chapelle de la Paix, proche de la place de la Visitation. Elle repose aux côtés de ses parents, le prince Pierre et la princesse Charlotte, de sa fille, Christine de Massy, et de son dernier époux, John Brian Gilpin.

## Armoiries
| Blason | Blasonnement : Fuselé d'argent et de gueules. |